# Afshin Ellian
Afshin Ellian (Perzisch: افشین الیان) (Teheran, 27 februari 1966) is een Perzisch-Nederlandse rechtsgeleerde, filosoof en dichter. Hij is een expert in het internationaal publiekrecht en rechtsfilosofie.

## Levensloop
Ellian is in Iran opgegroeid in een familie met allerlei culturen: moslims, christenen en mystici. Als scholier leerde hij al het vak journalistiek van een van de prominentste journalisten van Iran. Hij heeft als freelancejournalist voor verscheidene politieke tijdschriften van Iran gewerkt.
Gedurende de Iraanse Revolutie van 1978-1979 werd hij zoals vele leeftijdsgenoten een aanhanger van de Fedayan-e Khalq-e Iran (en), een partij van socialistische, communistische signatuur. Na de revolutie splitste deze partij zich echter in twee richtingen. Velen werden aanhangers van de meerderheidstak. Ellian werd zowel lid van de Tudeh Partij van Iran als actief in de jongerenorganisatie ervan. Vanwege de onderdrukking door het islamitische regime moest hij vluchten. In eerste instantie vluchtte hij naar Pakistan maar hij werd in dat land met uitlevering aan Iran bedreigd zodat hij wederom vluchtte, dit keer naar buurland Afghanistan waar reeds een groep intellectuelen en activisten uit Iran zich had verzameld. Hij leerde aldaar van Siavash Kasraie, die ook lid was van de Tudeh Partij, gedichten te schrijven. Er ontstond echter in Kabul een ideologisch conflict tussen Ellian en zijn vrienden en de leiders van de Tudeh Partij die in hun ogen stalinistische figuren waren. Hierop vluchtten Ellian en zijn vrienden opnieuw. In 1989 kwam Ellian als politiek vluchteling naar Nederland. Hij besloot in 1987 om asiel aan te vragen bij de Permanente Vertegenwoordiging van VN in Kabul waarna hij, in 1989, uitgenodigd werd door de Nederlandse overheid om, samen met een aantal andere dissidenten, als politiek vluchteling naar Nederland te komen.
In Nederland studeerde Ellian aan de Universiteit van Tilburg, toen nog Katholieke Universiteit Brabant geheten. In 1996 studeerde hij af in internationaal publiekrecht, strafrecht en rechtsfilosofie. Vervolgens promoveerde hij in 2003 op het proefschrift Een onderzoek naar de Waarheids- en Verzoeningscommissie van Zuid-Afrika. Hij concludeerde dat de commissie een volledig acceptabel tribunaal is dat internationaal respect verdient.

## Huidige functies
Sinds 2005 is hij als hoogleraar verbonden aan de rechtenfaculteit van de Universiteit Leiden. Hij was van 2012 tot 2019 directeur van het aan deze universiteit verbonden instituut voor Metajuridica. Daarnaast heeft Ellian een weblog op de site van Elsevier. Eerder had hij een column in NRC Handelsblad. In 2021 heeft Ellian een wekelijkse column (maandag) op de site van De Telegraaf.

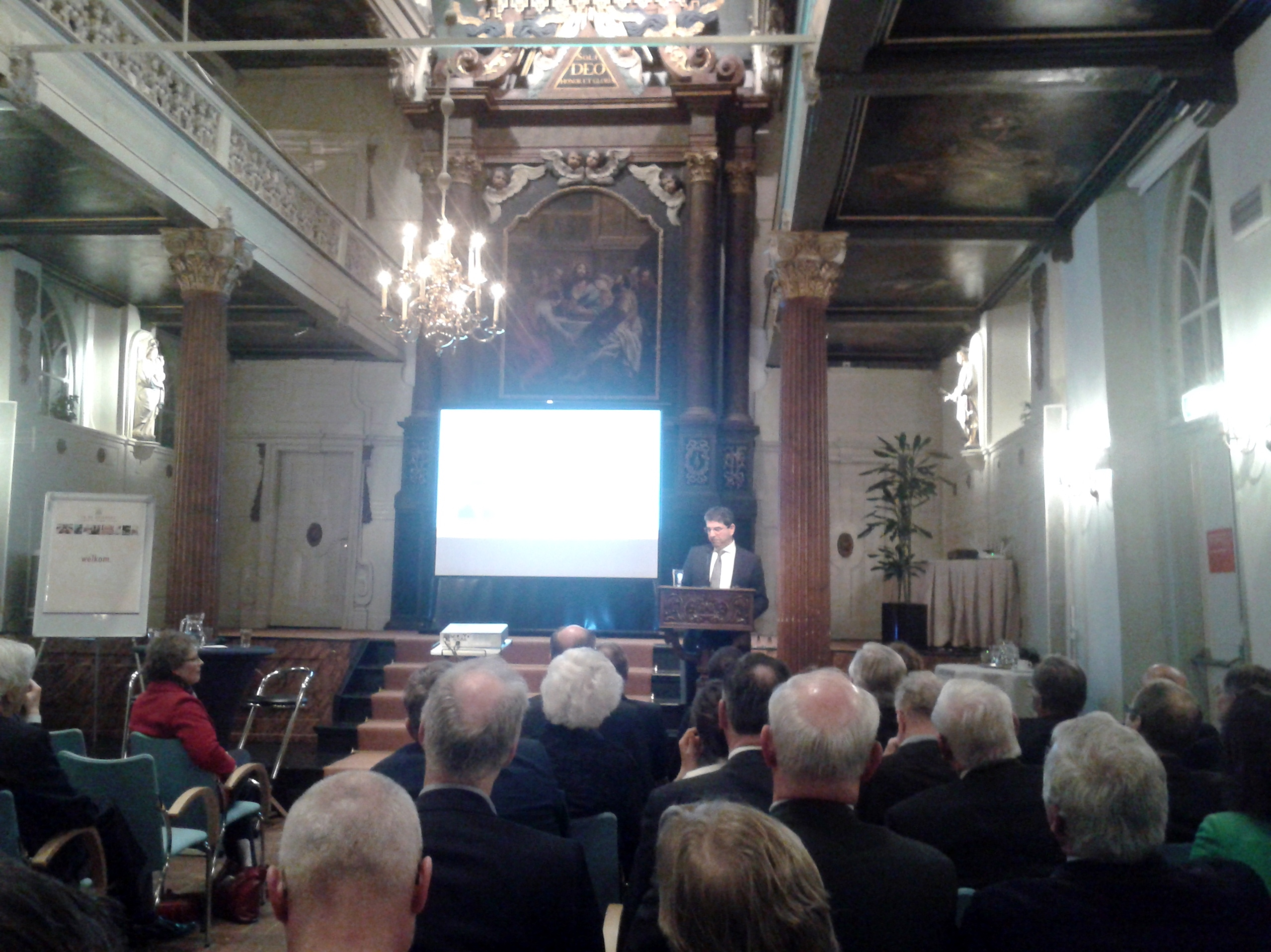
Ellian geeft een lezing tijdens een debat over scheiding van kerk en staat, 30 maart 2015 (Organisatie door de Teldersstichting en de Guido de Brès-Stichting)

Ellian staat bekend als een islamcriticus.

## Onderscheiding
Afshin Ellian kreeg op 15 mei 2015 de Pim Fortuynprijs voor het 'consequent verdedigen van de vrijheid van meningsuiting'. De prijs werd dat jaar voor het eerst uitgereikt en is bedoeld voor opiniemakers, politici of bestuurders die opkomen voor het vrije woord en stelling durven te nemen in het politieke debat.

## Persoonlijk
Ellian is getrouwd. Zijn zoon Ulysse Ellian is sinds 2021 lid van de Tweede Kamer voor de VVD.